# La Pellerine (Maine-et-Loire)
La Pellerine é uma comuna francesa na região administrativa da Pays de la Loire, no departamento de Maine-et-Loire. Estende-se por uma área de 5,3 km². Em 2010 a comuna tinha 137 habitantes (densidade: 25,8 hab./km²).